# جيف شابمان (لاعب كرة قدم أسترالية)
جيف شابمان (بالإنجليزية: Jeff Chapman)‏ هو لاعب كرة قدم أسترالية أسترالي، ولد في 22 فبراير 1948.

## وصلات خارجية
- جيف شابمان على موقع AustralianFootball.com (الإنجليزية)
- جيف شابمان على موقع AFLtables.com (الإنجليزية)